# 에프톤 윌리엄슨
애프턴 윌리엄슨(Afton Williamson, 1987년 1월 1일 ~ )은 미국의 배우이다.
털리도에서 태어났다.

## 출연 작품
- 라이트 웬 유 겟 워크 (2018년)
- 맨 온 렛지 (2012년) - 제니스 역
- 파리아 (2011년) - 미카 역

### 텔레비전
- 홈랜드 (2011)
- 기프티드 맨 (2011-12) - 어텀 역
- 내슈빌 (2012)